# ورزشگاه شوکت اردوخانوف
ورزشگاه شوکت اردوخانوف (ترکی آذربایجانی: Şövkət Orduxanov Stadium Stadium) یک ورزشگاه چند منظوره در شهر قوسار جمهوری آذربایجان است. از این ورزشگاه بیشتر برای مسابقات فوتبال استفاده می‌شود و ورزشگاه خانگی باشگاه فوتبال شاه‌داغ قوسار  است. این ورزشگاه ۵۰۰۰ نفر گنجایش دارد.